# Mareil-en-France
Mareil-en-France é uma comuna francesa na região administrativa da Ilha de França, no departamento do Vale do Oise. Estende-se por uma área de 7.00 km². Em 2010 a comuna tinha 710 habitantes (densidade: 101,4 hab./km²).